# Retrocruzamiento
El retrocruzamiento es un cruce de un híbrido con uno de sus progenitores o un individuo genéticamente similar a su progenitor, para lograr descendencia con una identidad genética más cercana a la del progenitor. Se utiliza en la horticultura, la cría de animales y la producción de organismos de inactivación genética.
Los híbridos retrocruzados a veces se describen con el acrónimo "BC"; por ejemplo, un híbrido F1 cruzado con uno de sus padres (o un individuo genéticamente similar) puede denominarse híbrido BC1, y un cruce adicional del híbrido BC1 con el mismo padre (o un individuo genéticamente similar) produce un híbrido BC2.

## Plantas

### Ventajas
- Si el padre recurrente es un genotipo élite, al final del programa de retrocruzamiento se recupera un genotipo élite.
- Como no resulta ninguna recombinación "nueva", la combinación élite no se pierde.

### Desventajas
- Funciona mal para rasgos cuantitativos.
- Es más restringido para los rasgos recesivos.
- En la práctica, las secciones del genoma de los padres no recurrentes a menudo todavía están presentes y pueden tener rasgos no deseados asociados con ellos.
- Para cruces muy amplios, la recombinación limitada puede mantener miles de genes "extraños" dentro del cultivar élite.
- Se requieren muchos retrocruces para producir un nuevo cultivar, lo que puede llevar muchos años.

### Retrocruzamientos naturales
La hierba cana de York (Senecio eboracensis) es una especie híbrida natural de la hierba cana de Oxford (Senecio squalidus) y la hierba cana común (Senecio vulgaris). Se cree que surgió de un retrocruzamiento del híbrido F1 con S. vulgaris.
Una vez más, las plantas de guisantes puras altas (TT) y puras enanas (tt) cuando se cruzan en la generación parental, producen todas las plantas de guisantes altas heterocigóticas (Tt) en la primera generación filial. El cruce entre la primera planta de guisante heterocigota alta (Tt) filial y la planta de guisante pura alta (TT) o enana pura (tt) de la generación parental también es un ejemplo de retrocruzamiento entre dos plantas. En este caso, la generación filial formada después del retrocruzamiento puede tener una proporción de fenotipos de 1:1 si el cruce se realiza con un padre recesivo o, de lo contrario, toda la descendencia puede tener un fenotipo de rasgo dominante si el retrocruzamiento es con un padre que tiene el rasgo dominante. El primero de estos rasgos también se denomina cruce de prueba.

### Líneas artificialmente recombinantes
En plantas, el término línea de retrocruzamiento consanguíneo (IBL) se refiere a una línea (es decir, población ) de plantas derivadas del retrocruzamiento repetido de una línea con ADN artificialmente recombinante con el tipo salvaje, operando algún tipo de selección que puede ser fenotípica o a través de un marcador molecular (para la producción de una línea de introgresión).

## Animales

Esta imagen demuestra el retrocruzamiento de un ratón heterocigoto de un fondo genético a otro fondo genético. En este ejemplo, la desactivación del gen se realiza en células 129/Sv y luego se retrocruza con el fondo genético C57B/6J. Con cada retrocruzamiento sucesivo, se incrementa el porcentaje de ADN C57B/6J que constituye el genoma de la descendencia.

El retrocruzamiento puede emplearse deliberadamente en animales para transferir un rasgo deseable en un animal con antecedentes genéticos inferiores a un animal con antecedentes genéticos preferibles. En los experimentos de eliminación de genes en particular, donde la eliminación se realiza en líneas de células madre fácilmente cultivables, pero se requiere en un animal con antecedentes genéticos diferentes, el animal eliminado se retrocruza con el animal con los antecedentes genéticos requeridos. Como muestra la figura, cada vez que el ratón con el rasgo deseado (en este caso, la falta de un gen, indicado por la presencia de un marcador seleccionable positivo) se cruza con un ratón con antecedentes genéticos constantes, el porcentaje promedio del material genético de la descendencia que se deriva de ese fondo constante aumenta. El resultado, después de suficientes reiteraciones, es un animal con el rasgo deseado en el trasfondo genético deseado, con el porcentaje de material genético de las células madre originales reducido al mínimo (del orden de 0,01%).
Debido a la naturaleza de la meiosis, en la que los cromosomas derivados de cada progenitor se barajan aleatoriamente y se asignan a cada gameto naciente, el porcentaje de material genético derivado de cualquiera de las líneas celulares varía entre los descendientes de un solo cruce, pero tendrá un valor esperado. El genotipo de cada miembro de la descendencia se puede evaluar para elegir no solo un individuo que tenga el rasgo genético deseado, sino también el porcentaje mínimo de material genético de la línea de células madre original.
Una cepa consómica es una cepa endogámica con uno de sus cromosomas reemplazado por el cromosoma homólogo de otra cepa endogámica a través de una serie de retrocruzamientos asistidos por marcadores. 